# Pandalus
Genre
Pandalus est un genre de crevettes de la famille des Pandalidae.

## Liste des espèces
(sans doute incomplète)
- Pandalus borealis Krøyer, 1838 — crevette nordique du Canada
- Pandalus danae Stimpson, 1857
- Pandalus eous Makarov, 1935
- Pandalus goniurus Stimpson, 1860
- Pandalus gurneyi Stimpson, 1871
- Pandalus hypsinotus Brandt, 1851
- Pandalus jordani M.J. Rathbun, 1902 — crevette océanique
- Pandalus kessleri Czerniavsky, 1878
- Pandalus montagui Leach, 1814 — crevette ésope
- Pandalus nipponensis Yokoya, 1933
- Pandalus platyceros Brandt, 1851 — crevette tachée
- Pandalus stenolepis M.J. Rathbun, 1902
- Pandalus tridens M.J. Rathbun, 1902